# Conus regius
Conus regius är en havslevande snäcka som tillhör familjen kägelgiftsnäckor (Conidae).
Den förekommer i i västra Atlanten, utanför Brasiliens kust, i Karibiska havet och Mexikanska golfen.
En från Bahamas tidigare beskriven underart, Conus regius abbotti Clench, 1942, ses som en synonym till Conus jucundus G. B. Sowerby III, 1887.